# Шрода-Шльонська (гміна)
Гміна Шрода-Шльонська (пол. Gmina Środa Śląska) — місько-сільська гміна у південно-західній Польщі. Належить до Шредського повіту Нижньосілезького воєводства.
Станом на 31 грудня 2011 у гміні проживало 19539 осіб.

## Площа
Згідно з даними за 2007 рік площа гміни становила 214.93 км², у тому числі:
- орні землі: 73.00%
- ліси: 17.00%

Таким чином, площа гміни становить 30.54% площі повіту.

## Населення
Станом на 31 грудня 2011:
| Опис     | Загалом | Загалом | Чоловіки | Чоловіки | Жінки | Жінки |
| -------- | ------- | ------- | -------- | -------- | ----- | ----- |
| одиниця  | осіб    | %       | осіб     | %        | осіб  | %     |
| все      | 19539   | 100     | 9539     | 48.82    | 10000 | 51.18 |
| міське   | 9253    | 100     | 4398     | 47.53    | 4855  | 52.47 |
| сільське | 10286   | 100     | 5141     | 49.98    | 5145  | 50.02 |

## Сусідні гміни
Гміна Шрода-Шльонська межує з такими гмінами: Бжеґ-Дольни, Костомлоти, Мальчице, М'єнкіня, Уданін, Вондроже-Вельке, Волув.